# Saida Gunba
Svetlana  Kanosovna Gunba, dite Saida Gunba (née le 30 août 1959 à Soukhoumi (République socialiste soviétique de Géorgie) et morte le 24 novembre 2018 à Pitsounda (Abkhazie)), est une athlète soviétique puis géorgienne, spécialiste du lancer du javelot.

## Biographie
Saida Gunba a remporté la médaille d'argent aux Jeux olympiques d'été de 1980 à Moscou. Elle arrête sa carrière après ces Jeux pour rejoindre sa mère malade à Pitsounda en Abkhazie.
En 1992, lors de la guerre d'Abkhazie, elle se range du côté abkhaze et est décoré pour services rendus.

### Palmarès
| Date | Compétition                | Lieu     | Résultat | Performance |
| ---- | -------------------------- | -------- | -------- | ----------- |
| 1979 | Coupe du monde des nations | Montréal | 5e       | 57,00 m     |
| 1980 | Jeux olympiques            | Moscou   | 2e       | 67,76 m     |

### Record
| Épreuve           | Performance | Lieu   | Date           |
| ----------------- | ----------- | ------ | -------------- |
| Lancer du javelot | 68,28 m     | Moscou | 5 juillet 1980 |